# Depeche Mode

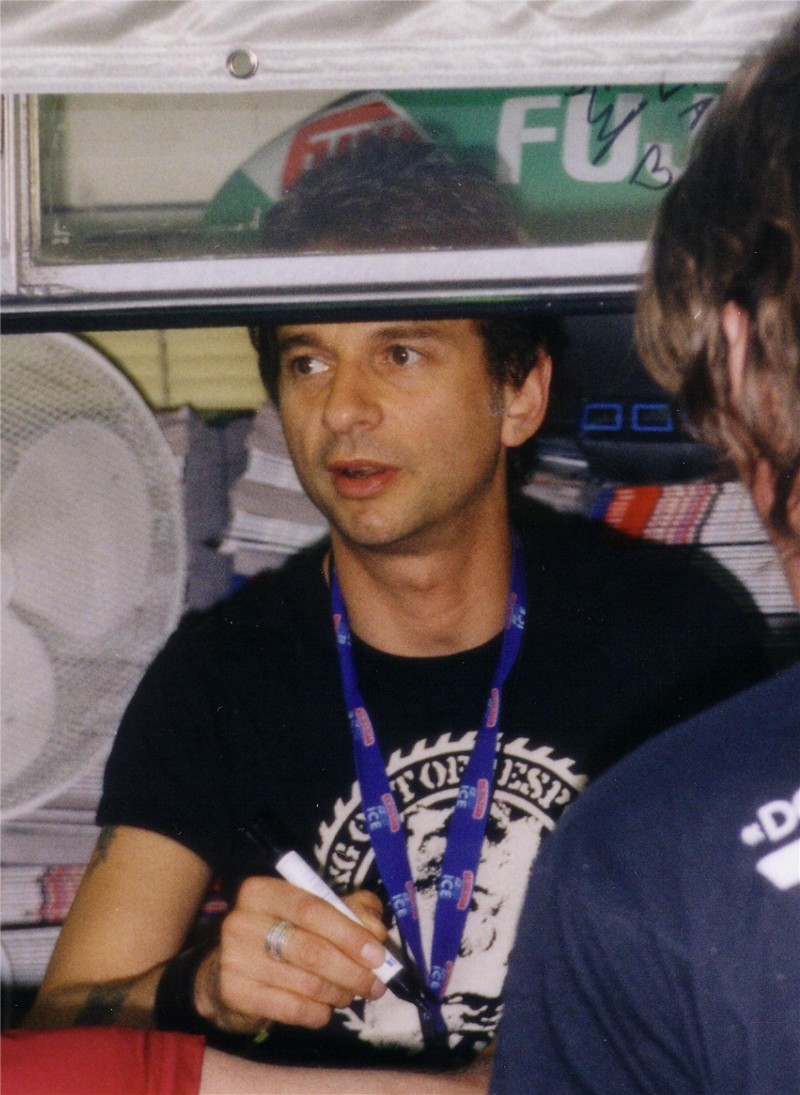
Dave Gahan in 2003

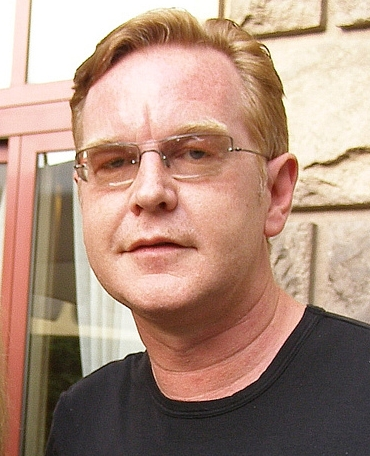
Andrew Fletcher overleed in 2022

Depeche Mode (DM) is een Britse band die elektronische muziek maakt. De synthpopformatie werd in 1980 opgericht in Basildon (Engeland). In Nederland en België scoorde de band verscheidene hits, waaronder People Are People, Just Can't Get Enough en Enjoy the Silence. De naam van de band komt van een Frans modetijdschrift, Dépêche mode, wat "modenieuws" betekent.

## Bezetting
De huidige leden van de groep zijn:
- Martin Gore (23 juli 1961) - gitaar, keyboard, achtergrondvocalen en zang, teksten
- Dave Gahan (9 mei 1962) - zang, teksten

Tourleden zijn:
- Christian Eigner (1997 - heden) - drums
- Peter Gordeno (1998 - heden) - keyboard, basgitaar, achtergrondvocalen

Oud-leden zijn onder anderen:
- Alan Wilder (van 1982 tot 1995) - keyboard, drums, teksten, productie, arrangementen
- Vince Clarke (van 1980 tot 1981) - keyboard, teksten
- Andrew Fletcher (van 1980 tot zijn overlijden in 2022) - keyboard, basgitaar, management

## Geschiedenis
In 1976 begonnen Clarke en Fletcher een bandje genaamd No Romance in China. Ondertussen was Gore op school deel van een groepje dat Norman & the Worms heette. In 1979 begon Clarke een nieuwe band met Gore onder de naam French Look. Toen Fletcher zich bij hen aansloot, veranderde de naam in Composition of Sound. In 1980 werd ook Dave Gahan lid, waarna de band zijn huidige naam aannam. Gore vertelde dat de naam werd gekozen na het zien van een Frans tijdschrift met de naam Dépêche Mode, wat hij goed vond klinken.
Het eerste wapenfeit van Depeche Mode was een bijdrage aan het Some Bizzare Album, waarop verschillende talenten een nummer lieten horen. Depeche Mode leverde "Photographic" aan.
In 1981 bracht Depeche Mode onder het label Mute Records zijn eerste album uit, getiteld Speak & Spell. Na dit album verliet Clarke, de belangrijkste songwriter, de band. Hij richtte later andere muziekgroepen op, waaronder Yazoo met Alison Moyet en Erasure met Andy Bell.
Gore werd de belangrijkste songwriter van de band en in 1982 bracht de groep het album A Broken Frame uit. Na dit album werd Alan Wilder lid. Hij schreef onder andere Two Minute Warning voor het derde album, Construction Time Again uit 1983.
In deze tijd was Depeche Mode vooral succesvol in Duitsland, maar in 1984 brak de groep ook door in Amerika en de rest van de wereld met de hit People are People, van het album Some Great Reward uit 1984. In Amerika werd de band lange tijd geassocieerd met de Goths. Maar ook technopioniers als Juan Atkins, Derrick May en Moby zeggen beïnvloed te zijn door het elektronische geluid van Depeche Mode.
In 1985 vond er in Nederland een kleine stunt plaats, waar de band zelf ook geen rekening mee had gehouden. Een oudere liveversie van het nummer I just can't get enough bleek zo populair dat het de 5e plaats in de top 40 behaalde, hoewel het nummer in deze versie helemaal niet op single was uitgebracht, maar alleen maar op een B-kant van de mini-lp "Love in Itself" stond.
Vanaf 1986 volgde een langdurige samenwerking met de Nederlandse fotograaf en videoregisseur Anton Corbijn. Hij regisseerde meer dan twintig videoclips voor de groep en speelde zelf ook een rol in enkele clips. Later verzorgde hij ook de ontwerpen voor de concert-podia van de band. De in 2019 gemaakte film "Spirits in the Forest" is eveneens geregisseerd door Anton Corbijn.
In 1988 toerde de band door Amerika langs uitverkochte zalen tijdens de tournee Concert for the Masses, naar het album Music for the Masses uit 1987. De tournee werd vastgelegd door de bekende documentairemaker D.A. Pennebaker, die de concerten en de band en crew achter de schermen filmde. Het livealbum 101, een registratie van deze tournee, verscheen in 1989. Later zijn hiervan ook een sacd en dvd verschenen.

### Jaren 90
In 1990 kwam Violator uit, een van de succesvolste albums van de band. De groep oogstte veel succes met de eerste single van dit album, Personal Jesus, dat later ook werd vertolkt door Marilyn Manson en Johnny Cash. Maar de succesvolste single aller tijden van Depeche Mode was de tweede single van het album, getiteld Enjoy the Silence, die in veel landen (waaronder Nederland) in de top tien eindigde. De singles Policy of Truth en World in My Eyes werden in Nederland daarentegen bescheiden succesjes. Een ander hoogtepunt in de geschiedenis van de band was de volledig uitverkochte tournee World Violation in 1990, tevens de langste die de band ooit had gedaan. Voor de afzonderlijke bandleden was deze slopende tournee echter een (te) grote slag. Dave Gahan raakte steeds meer verslaafd aan de steroïden, die hij openlijk gebruikte.
In 1993 brak de band met zijn elektronische roots met het gospel- en rockalbum Songs of Faith and Devotion. Het album sloeg enorm aan en kwam op nummer één binnen in de Amerikaanse en Britse albumlijsten. Hierna volgde een veertien maanden durende wereldtournee. In juni 1995, na het einde van deze tournee, verliet Alan Wilder de band, moe als hij was van het onophoudelijk toeren en gebonden zijn aan de grenzen van Depeche Mode, om zich vervolgens volledig te richten op zijn (tot dan toe) nevenproject Recoil, waarna hij zijn vierde Recoil-album Unsound Methods uitbracht. Niet lang hierna bleek zanger Dave Gahan enkele zelfmoordpogingen te hebben gedaan, en werd hij opgenomen in een ontwenningskliniek om te leren omgaan met zijn drugsproblemen.
In 1997 keerde Depeche Mode weer terug met het album Ultra, dat het jaar daarop werd opgevolgd door het verzamelalbum The Singles 86–98.

### 21e eeuw
In 2001 volgde het album Exciter dat geproduceerd werd door Mark Bell van LFO.  Alhoewel de albums Ultra uit 1997 en Exciter geen groot verkoopsucces bleken, bleef de band in het tourcircuit het nog altijd goed doen. Ook is de band  populair gebleven in Duitsland, Polen en andere Centraal- en Oost-Europese landen inclusief de voormalige Sovjet-Unie.
Na deze albums gingen de leden van Depeche Mode soloprojecten doen. Dave Gahan kwam in 2003 met het soloalbum Paper Monsters, Martin Gore zette een solocarrière voort die hij was begonnen in 1989, en Andrew Fletcher begon zijn eigen label, Toast Hawaii.
Op 14 oktober 2005 verscheen een nieuw album van Depeche Mode, getiteld Playing the Angel. De band leek weer te zijn teruggekeerd naar zijn oorsprong, met typerende donkere en beklemmende muziek en met teksten doorspekt van verdriet, pijn en hoop. De scheiding van Martin L. Gore en zijn vrouw was duidelijk waarneembaar, en de eerste single, Precious, was een pijnlijke ode aan zijn kinderen. Daarna volgden A Pain That I'm Used To, het door Dave Gahan geschreven Suffer Well (een van zijn drie bijdragen aan het album) en als vierde single een dubbele A-kant: John the revelator en Lilian. Op 26 maart 2006 gaf Depeche Mode voor het eerst in 13 jaar weer in Nederland een concert in het Rotterdamse Ahoy. De band werd aangekondigd door Anton Corbijn, die het concert een van de beste van deze tijd noemde. De ware liefhebbers van Depeche Mode konden echter naar Duitsland voor de concerten. In de grote Duitse steden traden ze op in uitverkochte zalen. Sowieso is de band in Duitsland een van de populairste bands. Zo zijn er elk weekend overal in Duitsland zogenaamde Depeche Mode Party's.
Ondertussen werden de voorafgaande albums geremasterd en geremixt en verschenen ze in sacd-formaat. Eind maart 2006 werden de albums Violator, Music for the Masses en Speak & Spell in dit formaat uitgebracht en in oktober 2006 volgde de volgende serie albums (A Broken Frame, Some Great Reward en Songs of Faith and Devotion). In 2007 volgde de laatste serie albums.
In het voorjaar van 2008 ging de band weer de studio in voor een nieuw muziekalbum, Sounds of the Universe, dat in Europa op 20 april 2009 uitkwam. In mei van dat jaar ging Depeche Mode ook weer op tournee, ditmaal onder de naam Tour of the Universe. Corbijn werd wederom bij het geheel betrokken. Op 20 juni was Depeche Mode de voornaamste band die optrad tijdens het Belgische popfestival TW Classic. Voor onder meer het Nederlandse Pinkpop zegde de groep echter af nadat Dave Gahan was geveld door buikgriep en er in zijn blaas een tumor was ontdekt. Deze werd later succesvol verwijderd.
Eind 2011 werd bekendgemaakt dat Vince Clarke en Martin Gore samen gaan werken aan een project genaamd VCMG.

### 2013 Delta Machine
Op 22 maart 2013 verscheen het nieuwe album Delta Machine. Depeche Mode zou ook weer gaan toeren. Tijdens de persconferentie in Parijs, op 23 oktober 2012, gaf Gore aan dat het album in de stijl was van Violator en Songs of faith and devotion. 
De eerste single van het nieuwste album kwam uit op 28 januari 2013 onder de titel Heaven. De tweede single Should be higher kwam uit op 26 augustus 2013.

## Concerten in Nederland en België
Depeche Mode trad sinds begin jaren tachtig meerdere keren op in Nederland en België. Tussen 1993 en 2006 deed de band tijdens tournees Nederland niet aan. Het geplande optreden als een van de hoofdacts op Pinkpop 2009 werd vlak voor het festival geannuleerd wegens ziekte van zanger Dave Gahan. De Nederlandse en Belgische concerten op een rij:
| Datum             | Stad      | Locatie                  | Land      |
| ----------------- | --------- | ------------------------ | --------- |
| 25 juli 1981      | Den Haag  | Zuiderpark               | Nederland |
| 26 sep 1981       | Amsterdam | Paradiso                 | Nederland |
| 28 maart 1982     | Rotterdam | Lantaren/Venster         | Nederland |
| 3 april 1982      | Mechelen  | Zaal Volksbelang         | België    |
| 12 december 1982  | Brussel   | Le Mirano                | België    |
| 14 december 1982  | Utrecht   | Muziekcentrum Vredenburg | Nederland |
| 6 december 1983   | Amsterdam | Paradiso                 | Nederland |
| 15 december 1984  | Amsterdam | Koninklijk Theater Carré | Nederland |
| 16 december 1984  | Rotterdam | De Doelen                | Nederland |
| 7 juli 1985       | Werchter  | Rock Werchter            | België    |
| 24 mei 1986       | Rotterdam | Ahoy                     | Nederland |
| 21 februari 1988  | Brussel   | Vorst Nationaal          | België    |
| 26 oktober 1990   | Rotterdam | Ahoy                     | Nederland |
| 24 mei 1993       | Brussel   | Vorst Nationaal          | België    |
| 25 mei 1993       | Brussel   | Vorst Nationaal          | België    |
| 1 juni 1993       | Rotterdam | Ahoy                     | Nederland |
| 24 juli 1993      | Zeebrugge | Belga Beach Festival     | België    |
| 22 september 1998 | Brussel   | Vorst Nationaal          | België    |
| 7 oktober 2001    | Antwerpen | Sportpaleis              | België    |
| 29 januari 2006   | Antwerpen | Sportpaleis              | België    |
| 26 maart 2006     | Rotterdam | Ahoy                     | Nederland |
| 2 juli 2006       | Werchter  | Rock Werchter            | België    |
| 20 juni 2009      | Werchter  | TW Classic               | België    |
| 30 november 2009  | Rotterdam | Ahoy                     | Nederland |
| 23 januari 2010   | Antwerpen | Sportpaleis              | België    |
| 7 juli 2013       | Werchter  | Rock Werchter            | België    |
| 7 december 2013   | Amsterdam | Ziggo Dome               | Nederland |
| 25 januari 2014   | Antwerpen | Sportpaleis              | België    |
| 7 mei 2017        | Amsterdam | Ziggo Dome               | Nederland |
| 9 mei 2017        | Antwerpen | Sportpaleis              | België    |
| 26 november 2017  | Antwerpen | Sportpaleis              | België    |
| 13 januari 2018   | Amsterdam | Ziggo Dome               | Nederland |
| 16 mei 2023       | Amsterdam | Ziggo Dome               | Nederland |
| 18 mei 2023       | Amsterdam | Ziggo Dome               | Nederland |
| 20 mei 2023       | Antwerpen | Sportpaleis              | België    |
| 6 februari 2024   | Antwerpen | Sportpaleis              | België    |
| 8 februari 2024   | Amsterdam | Ziggo Dome               | Nederland |

## Discografie

### Albums
| Album met eventuele hitnotering(en) in de Nederlandse Album Top 100 | Datum van verschijnen | Datum van binnenkomst | Hoogste positie | Aantal weken | Opmerkingen    |
| ------------------------------------------------------------------- | --------------------- | --------------------- | --------------- | ------------ | -------------- |
| Construction Time Again                                             | 1983                  | 10-09-1983            | 34              | 5            |                |
| Some Great Reward                                                   | 1984                  | 13-10-1984            | 18              | 6            |                |
| Love In Itself                                                      | 1985                  | 23-02-1985            | 38              | 3            | ep / Livealbum |
| Black Celebration                                                   | 1986                  | 19-04-1986            | 36              | 17           |                |
| Music for the Masses                                                | 1987                  | 10-10-1987            | 37              | 4            |                |
| 101                                                                 | 1989                  | 01-04-1989            | 39              | 7            | Livealbum      |
| Violator                                                            | 1990                  | 31-03-1990            | 15              | 14           |                |
| Songs of Faith and Devotion                                         | 1993                  | 03-04-1993            | 21              | 15           |                |
| Ultra                                                               | 1997                  | 26-04-1997            | 15              | 11           |                |
| The Singles 86>98                                                   | 1998                  | 10-10-1998            | 34              | 7            | Verzamelalbum  |
| Exciter                                                             | 2001                  | 19-05-2001            | 15              | 7            |                |
| Remixes 81-04                                                       | 2004                  | 30-10-2004            | 68              | 4            |                |
| Playing the Angel                                                   | 2005                  | 22-10-2005            | 11              | 13           |                |
| The Best of, Volume 1                                               | 2006                  | 18-11-2006            | 40              | 10           | Verzamelalbum  |
| Sounds of the Universe                                              | 17-04-2009            | 25-04-2009            | 7               | 10           |                |
| Remixes 2: 81-11                                                    | 03-06-2011            | 11-06-2011            | 69              | 1            |                |
| Delta Machine                                                       | 22-03-2013            | 30-03-2013            | 3               | 12           |                |
| Spirit                                                              | 17-03-2017            | 25-03-2017            | 4               | 7            |                |
| Memento Mori                                                        | 24-03-2023            | 01-04-2023            | 3               | 3            |                |

| Album met hitnotering(en) in de Vlaamse Ultratop 200 albums | Datum van verschijnen | Datum van binnenkomst | Hoogste positie | Aantal weken | Opmerkingen   |
| ----------------------------------------------------------- | --------------------- | --------------------- | --------------- | ------------ | ------------- |
| Ultra                                                       | 1997                  | 26-04-1997            | 8               | 8            |               |
| The singles 86>98                                           | 1998                  | 03-10-1998            | 7               | 8            | Verzamelalbum |
| Exciter                                                     | 2001                  | 19-05-2001            | 5               | 7            |               |
| Remixes 81-04                                               | 2004                  | 30-10-2004            | 22              | 12           |               |
| Playing the Angel                                           | 2005                  | 22-10-2005            | 4               | 34           |               |
| The Best of, Volume 1                                       | 2006                  | 25-11-2006            | 8               | 26           | Verzamelalbum |
| Sounds of the Universe                                      | 2009                  | 25-04-2009            | 2               | 18           | Platina       |
| Remixes 2: 81-11                                            | 2011                  | 11-06-2011            | 22              | 7            |               |
| Delta Machine                                               | 26-03-2013            | 30-03-2013            | 2               | 39           |               |
| Spirit                                                      | 17-03-2017            | 2                     | 28              |              |               |
| SPiRiTS in the Forest                                       | 26-06-2020            | 04-07-2020            | 14              | 5            |               |
| Memento Mori                                                | 25-03-2023            | 01-04-2023            | 2               | 9            |               |
| The Broadcast Collection 1983 / 1990                        | 2023                  | 06-05-2023            | 159             | 1            |               |

### Singles
| Single met eventuele hitnotering(en) in de Nederlandse Top 40 | Datum van verschijnen | Datum van binnenkomst | Hoogste positie | Aantal weken | Opmerkingen                            |
| ------------------------------------------------------------- | --------------------- | --------------------- | --------------- | ------------ | -------------------------------------- |
| See You                                                       | 1982                  | 10-04-1982            | tip13           | -            | #49 in de Single Top 100               |
| Everything Counts                                             | 1983                  | 03-09-1983            | tip10           | -            | #50 in de Single Top 100               |
| People Are People                                             | 1984                  | 14-04-1984            | 10              | 9            | #8 in de Single Top 100                |
| Master and Servant                                            | 1984                  | 25-08-1984            | tip13           | -            | #41 in de Single Top 100               |
| Blasphemous Rumours / Somebody                                | 1984                  | 01-12-1984            | 27              | 5            | #34 in de Single Top 100 / Alarmschijf |
| Just Can't Get Enough (Live)                                  | 1985                  | 09-03-1985            | 5               | 10           | #10 in de Single Top 100 / Alarmschijf |
| Shake the Disease                                             | 1985                  | 04-05-1985            | tip2            | -            | #47 in de Single Top 100               |
| It's Called a Heart                                           | 1985                  | 12-10-1985            | tip16           | -            | #47 in de Single Top 100               |
| A Question of Lust                                            | 1986                  | 14-06-1986            | 24              | 5            | #19 in de Single Top 100               |
| A Question of Time                                            | 1986                  | 04-10-1986            | tip5            | -            | #34 in de Single Top 100               |
| Strangelove                                                   | 1987                  | 23-05-1987            | 24              | 5            | #30 in de Single Top 100 / Alarmschijf |
| Never Let Me Down Again                                       | 1987                  | -                     |                 |              | #80 in de Single Top 100               |
| Everything Counts (Live)                                      | 1989                  | -                     |                 |              | #89 in de Single Top 100               |
| Personal Jesus                                                | 1989                  | 14-10-1989            | tip14           | -            | #62 in de Single Top 100               |
| Enjoy the Silence                                             | 1990                  | 17-03-1990            | 8               | 9            | #5 in de Single Top 100 / Alarmschijf  |
| Policy of Truth                                               | 1990                  | 09-06-1990            | tip14           | -            | #37 in de Single Top 100               |
| World in My Eyes                                              | 1990                  | 13-10-1990            | tip15           | -            | #49 in de Single Top 100               |
| I Feel You                                                    | 1993                  | 10-04-1993            | 35              | 2            | #39 in de Single Top 100               |
| Walking in My Shoes                                           | 1993                  | 22-05-1993            | tip7            | -            | #36 in de Single Top 100               |
| Barrel of a Gun                                               | 1997                  | 22-02-1997            | tip2            | -            | #50 in de Single Top 100               |
| It's No Good                                                  | 1997                  | 12-04-1997            | tip7            | -            | #50 in de Single Top 100               |
| Home                                                          | 1997                  | 05-07-1997            | tip21           | -            | #78 in de Single Top 100               |
| Only When I Lose Myself                                       | 1998                  | -                     |                 |              | #89 in de Single Top 100               |
| Dream On                                                      | 2001                  | 05-05-2001            | tip12           | -            | #47 in de Single Top 100               |
| I Feel Loved                                                  | 2001                  | -                     |                 |              | #64 in de Single Top 100               |
| Freelove                                                      | 2001                  | 24-11-2001            | tip18           | -            | #65 in de Single Top 100               |
| Enjoy the Silence 04                                          | 15-10-2004            | 13-11-2004            | tip6            | -            | #46 in de Single Top 100               |
| Precious                                                      | 03-10-2005            | 15-10-2005            | 24              | 5            | #11 in de Single Top 100               |
| A Pain That I'm Used To                                       | 09-12-2005            | 24-12-2005            | tip6            | -            | #27 in de Single Top 100               |
| Martyr                                                        | 27-10-2006            | -                     |                 |              | #74 in de Single Top 100               |
| Wrong                                                         | 16-02-2009            | -                     |                 |              | #49 in de Single Top 100               |
| Heaven                                                        | 01-02-2013            | -                     |                 |              | #95 in de Single Top 100               |

| Single met hitnotering(en) in de Vlaamse Ultratop 50 | Datum van verschijnen | Datum van binnenkomst | Hoogste positie | Aantal weken | Opmerkingen |
| ---------------------------------------------------- | --------------------- | --------------------- | --------------- | ------------ | ----------- |
| Barrel of a Gun                                      | 1997                  | 01-03-1997            | 37              | 1            |             |
| It's No Good                                         | 1997                  | 19-04-1997            | 43              | 2            |             |
| Dream On                                             | 2001                  | 05-05-2001            | 31              | 3            |             |
| I Feel Love                                          | 2001                  | 28-07-2001            | tip7            | -            |             |
| Enjoy the Silence 04                                 | 2004                  | 30-10-2004            | tip9            | -            |             |
| Precious                                             | 2005                  | 22-10-2005            | 26              | 5            |             |
| A Pain That I'm Used To                              | 2005                  | 17-12-2005            | tip3            | -            |             |
| Suffer Well                                          | 2006                  | 11-03-2006            | tip7            | -            |             |
| Martyr                                               | 2006                  | 18-11-2006            | 48              | 1            |             |
| Wrong                                                | 2009                  | 14-03-2009            | 14              | 13           |             |
| Peace                                                | 2009                  | 27-06-2009            | tip23           | -            |             |
| Heaven                                               | 2013                  | 30-03-2013            | 50              | 1            |             |
| Soothe My Soul                                       | 2013                  | 30-03-2013            | tip10           |              |             |
| Where's the Revolution                               | 2017                  | 11-02-2017            | tip15           |              |             |

### NPO Radio 2 Top 2000
| Nummers met noteringen in de NPO Radio 2 Top 2000 | '99 | '00  | '01  | '02 | '03  | '04  | '05  | '06  | '07  | '08  | '09  | '10  | '11 | '12  | '13  | '14 | '15  | '16  | '17  | '18  | '19 | '20 | '21 | '22 | '23 | '24  |
| ------------------------------------------------- | --- | ---- | ---- | --- | ---- | ---- | ---- | ---- | ---- | ---- | ---- | ---- | --- | ---- | ---- | --- | ---- | ---- | ---- | ---- | --- | --- | --- | --- | --- | ---- |
| Blasphemous Rumours                               | -   | 817  | -    | -   | -    | -    | -    | -    | -    | -    | -    | -    | -   | -    | -    | -   | -    | -    | -    | -    | -   | -   | -   | -   | -   | -    |
| Enjoy the Silence                                 | -   | -    | -    | -   | -    | -    | -    | -    | 192  | 1120 | 177  | 213  | 181 | 174  | 158  | 142 | 146  | 129  | 116  | 149  | 151 | 135 | 138 | 115 | 104 | 83   |
| Just Can't Get Enough                             | -   | 655  | -    | 566 | 883  | 695  | 1004 | 904  | 1027 | 893  | 944  | 1042 | 972 | 1003 | 834  | 977 | 978  | 824  | 900  | 1115 | 999 | 920 | 912 | 919 | 937 | 1025 |
| People Are People                                 | 716 | 1144 | 1305 | 864 | 1148 | 1084 | 1766 | 1720 | -    | 1752 | 1908 | -    | -   | 1759 | 1884 | -   | -    | -    | -    | -    | -   | -   | -   | -   | -   | -    |
| Personal Jesus                                    | -   | -    | -    | -   | -    | -    | -    | -    | -    | -    | -    | -    | -   | -    | -    | -   | -    | 1052 | 1020 | 1146 | 925 | 866 | 926 | 868 | 873 | 801  |
| Somebody                                          | -   | -    | -    | -   | -    | -    | -    | -    | -    | -    | -    | -    | -   | -    | -    | -   | 1990 | -    | -    | -    | -   | -   | -   | -   | -   | -    |

1. ↑  Een '-' betekent dat het nummer niet was genoteerd en een vetgedrukt getal geeft de hoogste notering van een nummer aan.

### Dvd's
| Dvd's met hitnoteringen in de Nederlandse Music Top 30 | Datum van verschijnen | Datum van binnenkomst | Hoogste positie | Aantal weken | Opmerkingen |
| ------------------------------------------------------ | --------------------- | --------------------- | --------------- | ------------ | ----------- |
| Devotional                                             | 2006                  | 11-02-2006            | 23              | 1            |             |
| Touring the Angel - Live in Milan                      | 2006                  | 07-10-2006            | 8               | 17           |             |
| Tour of the Universe: Barcelona 20/21.11.09            | 2010                  | 13-11-2010            | 8               | 6            |             |
| Video Singles Collection                               | 2016                  | 26-11-2016            | 7               | 7            |             |

| Dvd's met hitnoteringen in de Vlaamse Ultratop muziek-dvd top 10/20 | Datum van verschijnen | Datum van binnenkomst | Hoogste positie | Aantal weken | Opmerkingen |
| ------------------------------------------------------------------- | --------------------- | --------------------- | --------------- | ------------ | ----------- |
| Devotional                                                          | 2004                  | 02-10-2004            | 2               | 2            |             |
| Touring the Angel - Live in Milan                                   | 2006                  | 30-09-2006            | 2               | 30           |             |
| Tour of the Universe: Barcelona 20/21.11.09                         | 2010                  | 13-11-2010            | 2               | 20           |             |

## Bezetting
Huidige leden
- Martin Gore – keyboards, guitars, backing vocals, co-lead vocals (1980–present)
- Dave Gahan – lead vocals (1980–present)

Tour-leden
- Christian Eigner – slagwerk, keyboards (1997–present)
- Peter Gordeno – keyboards, basgitaar, piano, achtergrondzang (1998–present)

Oud-leden
- Vince Clarke – keyboards, achtergrondzang, co-lead vocals, gitaar (1980–1981)
- Alan Wilder – keyboards, piano, drums, achtergrondzang (1982–1995; eenmalige show in 2010)
- Andy Fletcher – keyboards (1980–2022), bass (1980)